# Saint-Quantin-de-Rançanne
Saint-Quantin-de-Rançanne è un comune francese di 281 abitanti situato nel dipartimento della Charente Marittima nella regione della Nuova Aquitania.

## Società

### Evoluzione demografica
Abitanti censiti